# Спанці
Спанці́ (болг. Спанци) — село в Габровській області Болгарії. Входить до складу общини Габрово.

## Населення
За даними перепису населення 2011 року у селі проживали 14 осіб, з них 13 осіб (92,9%) — болгари.
Розподіл населення за віком у 2011 році:
Динаміка населення: